# 弗朗西斯·利伯
弗朗西斯·利伯（英語：Francis Lieber），是一位美国德裔法学家、体操运动员和政治哲学家。他编纂了《美国百科全书》，也是美国内战期间《利伯法典》的作者，也被称为《政府野战军法典》。《利伯法典》是第一步系统描写战争时期规则的章程，也是《日内瓦公约》的初始背景文件之一。

## 生平
利伯的德语本名为弗朗兹·利伯（Franz Lieber），出生于普鲁士王国首都柏林。在1815年拿破仑战争期间，利伯加入了普鲁士军队科尔贝格军团，并在滑铁卢战役中受伤。因为他为了应征入伍而谎报年龄，他的出生年份存在争议
。

### 在德国的教育
利伯并没有受过欧洲普通绅士的教育。在拿破仑战争后，他回到柏林努力学习并通过了柏林大学的入学考试。但是，由于他是反对君主制的柏林学生联合会（Berliner Burschenschaft）的成员，他被拒绝录取。利伯搬到耶拿后于1820年进入耶拿大学，并在四个月内就完成了数学专业的论文写作。当普鲁士当局赶上他时，利伯离开耶拿前往德累斯顿，短暂研究了测绘学。当1821年希腊革命爆发时，利伯前往作为志愿军服役。

### 欧洲经历

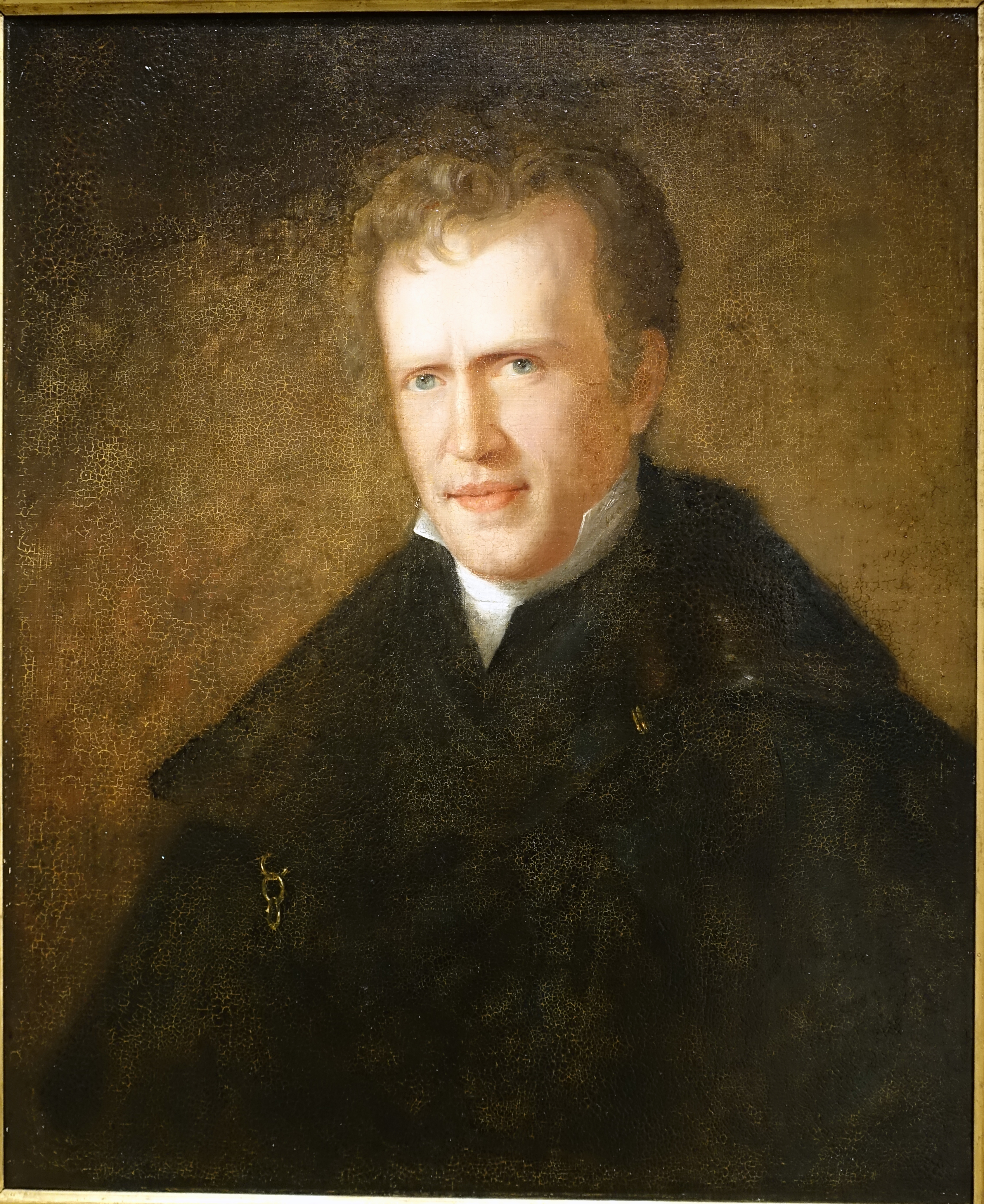
美国体操运动支持者约翰·尼尔（John Neal）

利伯在希腊独立战争中进行了短暂的战斗，然后在1822年至1823年在罗马度过。他在罗马的一年时间里辅导了普鲁士大使巴特霍尔德·格奥尔格·尼布尔儿子的功课，并在那里，写下了他在希腊的经历。传记于1823年在莱比锡和阿姆斯特丹发表，题目为《德国的阿那卡尔西》。利伯受到王室赦免后返回德国，但不久又再次在克珀尼克被监禁。在那里，他写了一系列诗集，题为《葡萄酒与幸福之歌》（Wein- und Wonne-Lieder）。诗集在尼布尔的帮助下于1824年以笔名“弗朗兹·阿诺德”（Franz Arnold）在柏林出版。
利伯于1825年逃往英国，通过授课和为德语期刊撰稿在伦敦度过了一年的生活。在伦敦，他遇到了美国评论作家约翰·尼尔（John Neal），后者正在学习体操，并打算将这项运动带到美国。尼尔在《美国教育杂志》（American Journal of Education）上发表了一篇文章，并推荐称里伯是“合格的，几乎是无与伦比的”体操老师，并且是“杨恩（Friedrich Ludwig Jahn）教授的主要人物”。利伯还写了一篇关于兰开斯特式教学体制的文章，并遇到了他未来的妻子玛蒂尔达·奥本海默（Mathilda Oppenheimer）。在收到一份在美国波士顿管理体育馆和游泳馆的工作录取信后，他离开了英格兰。

### 美国教育家/作家
利伯于1827年移居波士顿。他得到了杨恩（Jahn）和正在柏林推行游泳的普富尔将军的推荐。利伯还认识了即将离任的体育馆行政长官查尔斯·佛伦（Charles Follen），他们都深信训练身体和思想的重要性。1827年利伯的波士顿游泳学校在美国教育界崭露头角。新颖的模式使时任美国总统约翰·昆西·亚当斯前去参观考察。但随着新潮流逐渐地消失，报纸上也开始出现讽刺漫画，体育馆的处境越发艰难，最终在两年后关闭。
在波士顿，利伯编纂了美国百科全书，这一想法最初来自于将德语的布罗克豪斯百科全书翻译成英文。它于1829年至1833年在费城出版，共13卷。与此同时，他还翻译了1830年7月的法国革命著作以及保罗·费尔巴哈所写的的卡斯帕尔·豪泽尔传记。他还是记录美国人民风俗习惯的亚历克西·德·托克维尔的知己。
1832年，他受到新成立的吉拉德学院（Girard College）受托人的委托，制定了教育计划。该书于1834年在费城出版。从1833年到1835年，他居住在费城。
他很快成为南卡罗来纳学院（现为大学）的历史和政治经济学教授，并一直任职至1856年。在该学院的20年间，他创作了一些最重要的著作。密特迈尔（Carl Joseph Anton Mittermaier），约翰·伯伦知理，爱德华·德·拉布拉耶，约瑟夫·斯多利和詹姆斯·肯特（James Kent）等作家和法学家都对他非常友好。利伯的工作精神在他最喜欢的座右铭中得到了体现“没有无义务的权利，也没有无权利的义务”（拉丁文：Nullum jus sine officio, nullum officium sine jure）。
从1856年到1865年，他是哥伦比亚学院（现为大学）的历史和政治学教授。因为他的头衔由他自己选定，使他成为美国第一位官方的政治学家。1860年，他还担任了法学院的政治学教授，任职至他去世。他在哥伦比亚学院的就职演讲《个人主义与社会主义或共产主义》也由学院发表出版了。

### 美国内战
尽管利伯是南卡罗来纳州的居民，他在美国内战期间支持北方。早在1851年，他就在南卡罗来纳州发表讲话，警告南部各州不要分裂国家。他的一个儿子，地质学者奥斯卡·蒙哥马利·利伯（Oscar Montgomery Lieber）加入了联盟军，并在新肯特县的埃尔瑟姆登陆战役中丧生。内战期间，利伯发起并担任纽约忠诚出版协会（Loyal Publication Society）的负责人，负责编辑新闻文章并在联邦军和北方报纸之间传播。它在他的监督下发行了一百多本小册子，其中十本由他本人发行。他还协助联邦战争部和总统亚伯拉罕·林肯在起草联邦军的法律指南，其中最著名的是《一般命令第100号》，俗称《利伯法典》。其他军事组织随后也通过了对《利伯法典》的认可，使之成为了战争法的基础。具有讽刺意味的是，利伯的这一贡献在2012年的一部非小说类书籍中称作《林肯法典》。
1899年，《利伯法典》的删节版得以《叛乱战争： 1899年联邦军和同盟军官方记录汇编》（The War of the Rebellion: A Compilation of the Official Records of the Union and Confederate Armies）之名出版
。

### 保留联盟国文件
内战之后，利伯的任务是对原美利坚联盟国的政府公文收集存档。利伯以这种身份工作时，是最后一位目睹记载达尔格伦事件报纸的人之一。获得报纸后不久，利伯被勒令将其交给战争部长埃德温·斯坦顿，后者很可能将其处置，因为报纸就此消失。

### 外交
从1870年到1872年逝世之前，利伯担任美国和墨西哥之间的外交谈判代表。在美国和墨西哥的联合批准下，他成为了两国之间许多待决的重要案件的最终仲裁员。然而直至他去世时这项工作尚未完成。利伯是法兰西学会会员，也是美国和其他地方许多学会的成员。

## 家庭
- 第一个儿子奥斯卡·蒙哥马利·利伯（Oscar Montgomery Lieber）是一位地质学者。美国内战期间，他在同盟军的行动中阵亡。
- 第二个儿子，汉密尔顿·利伯（Hamilton Lieber，1835年6月7日，宾夕法尼亚州费城- 1876年10月18日，德国巴登-巴登），在内战期间进入志愿军第九伊利诺伊军团作为中尉。在多尼尔森堡受了重伤。此后，他被任命为退伍军人预备队的队长，并于1863年在纽约征兵暴动期间任职。1866年，他被任命为正规军仓库管理人，官至上尉，最终因服役期间伤病加重而退休。
- 第三个儿子吉多·诺曼·里伯（Guido Norman Lieber）是美国陆军律师和法学家。南北战争期间，他曾在联邦军中服役，后来成为职业军官。

## 影响
2015年，美国国防部发布了《战争法手册》。弗朗西斯·利伯的文献做为决定战争法则的辅助手段和权威也被引用，重要性排在在赫希·劳特派特之前，许霍·格老秀斯和艾默瑞奇·德·瓦特尔之后。

## 著作
- (PDF) 4th. New York: American Free Trade League. 1870  [2021-03-13]. （原始内容存档 (PDF)于2017-02-25）.
- 美国百科全书 (Editor, 1829–1851)
- The Stranger in America (2 vols., 1833–35)
- Letters to a Gentleman in Germany,  在1834年由费城前往尼亚加拉旅行后创作
- . Philadelphia: Carey, Lea & Blanchard. 1835.
- A Manual of Political Ethics (2 vols. 8vo, Boston, 1838), 哈佛学院用作教科书，由詹姆斯·肯特和约瑟夫·斯多利注解
- Legal and Political Hermeneutics, or Principles of Interpretation and Construction in Law and Politics (1838)
- . 1840.
- Laws of Property: Essays on Property and Labor (18mo, New York, 1842)
- . New York: Harper. 1847.
- The West and Other Poems (1848)
- .(2 vols. 12mo, Philadelphia, 1853; new ed., 1874)
- .  2. London: Lippincott and Co. 1881: 275–92 [1862]  [28 July 2011]. （原始内容存档于24 July 2011）.
- . General Order No. 100 a.k.a. the Lieber Code. New Haven: Avalon Project. 1863  [28 July 2011]. （原始内容存档于2011-09-06）.
- . New York: Loyal Publication Society. 1865  [3 April 2019].
- . New York. 1867.
- Memorial relative to the Verdicts of Jurors (1867)
- The Unanimity of Juries (1867)
- . 1868.

### 刑法著作
- "Essays on Subjects of Penal Law and the Penitentiary System," 费城监狱纪律学会发表
- "Abuse of the Pardoning Power," 纽约州立法机关重新发表
- "Remarks on Mrs. Fry's Views of Solitary Confinement," 发表于英格兰
- . 1838. 由南卡罗来纳州立法机关出版

### 临时著作
- "Letter on Anglican and Gallican Liberty"
- 一篇关于聋哑盲人劳拉·布里奇曼（Laura Bridgman）的发声与语音语言元素的比较的论文，发表于《史密森尼学会对知识的贡献》
- 《个人主义与社会主义或共产主义》，哥伦比亚学院教授的就职演说。他认为这是人类生活可以走向的两极。
- "The Ancient and the Modern Teacher of Politics" 法学院关于国家课程的引导性课程。

### 译文
- Ramshorn, Lewis. . Little and Brown. 1841.
- 古斯塔夫·德·博蒙特; 亚历克西·德·托克维尔. . 1848. 带有注解。他实际协助收集了原书所需的统计数据.[1]

## 注脚
1. 1 2 3  Farr, James. .  online. New York: Oxford University Press. 1999. doi:10.1093/anb/9780198606697.article.1400365.
2. ↑  J.M.V. . Malone, Dumas  (编). . 11 (Larned-MacCracken). New York: Charles Scribner's Sons. 1933: 236–238  [April 19, 2018] –Internet Archive.
3. ↑  . . XVI (L - LORD ADVOCATE) 11th. Cambridge, England and New York: At the University Press. 1911: 590  [11 March 2019] –Internet Archive.
4. ↑   I 1. Philadelphia: Carey, Lea & Carey. 1829  [February 24, 2017] –Internet Archive.
5. ↑   1. New York: D.Van Nostrand. 18631863  [23 August 2015] –Internet Archive.
6. ↑  . www.icrc.org. 2002-10-31  [2021-03-13]. （原始内容存档于2021-05-17） （中文（中国大陆））.
7. ↑  Aaron Sheehan-Dean. . teachinghistory.org.   [2021-03-13]. （原始内容存档于2021-01-25）.
8. 1 2  George Ripley and Charles Anderson Dana (编). .  10.
9. ↑  Francis Lieber. Hermenutics and Practical Reason. John Catalano University Press of America. 2000
10. ↑  Harley, Lewis R. . Popular Science Monthly. January 1898: 407  [13 May 2013]. （原始内容存档于2019-03-27）.
11. ↑  Francis Lieber. Hermenutics and Practical Reason. John Catalano University Press of America. 2000. p. 2.
12. ↑  Sears, Donald A. . Boston, Massachusetts: Twayne Publishers. 1978: 106. ISBN 080-5-7723-08.
13. ↑  Leonard, Fred Eugene. . Philadelphia and New York: Lea & Febiger. 1923: 240.
14. ↑  Albert Berhardt Faust, The German Element in the United States (2 vols.), Boston:  Houghton Mifflin, 1909, v. 2, chap. 5, p. 216.
15. ↑  Feintuch, Burt; Watters, David H. (编). . Yale University Press. 2005: 282.
16. ↑  Leonard, Fred Eugene. . Philadelphia and New York: Lea & Febiger. 1923: 239–242.
17. 1 2   . . 1920.
18. 1 2 3   One or more of the preceding sentences incorporates text from a publication now in the public domain: . . 1879.
19. ↑  Betsy [Baker] Röben, Johann Caspar Bluntschli, Francis Lieber und das moderne Völkerrecht 1861-1881, Nomos Press, Baden-Baden 2003, with English summary: Johann Caspar Bluntschli, Francis Lieber and Modern International Law, 1861-1881, xii, 356 pp.
20. ↑  Gilman, D. C.; Peck, H. T.; Colby, F. M. (编). .  (第1版). 纽约: Dodd, Mead. 1905.
21. ↑  Lieber, Francis. . . New York: By the Authority of the Trustees. 1858: 55-116  [April 20, 2018] –Internet Archive. Francis Lieber.
22. ↑  Witt, John Fabian. . New York, NY: Free Press Simon & Schuster. 2012. ISBN 978-1416570127.
23. ↑  United States. War Department. The War of the Rebellion: A Compilation of the Official Records of the Union and Confederate Armies. Series 2. Vol. 5. Washington, DC: Government Printing Office, 1899, pp. 671-682.
24. ↑   . . 1892.
25. ↑  Office of General Counsel, Department of Defense.  2nd. Washington, DC. 2016: 35  [19 April 2018]. （原始内容存档于2017-06-07）.